# فرانکو آلفانو
فرانکو آلفانو (۸ مارس ۱۸۷۵–۲۷ اکتبر ۱۹۵۴) آهنگساز و پیانیست ایتالیایی بود که امروزه بیشتر به خاطر اپرای سیرانو د برژرک (۱۹۳۶)، ریسوررزیونه (۱۹۰۴) و تکمیل اپرای توراندوت، پوچینی در سال ۱۹۲۶ شناخته می‌شود. او در طول زندگی خود با چندین اثر خود موفقیت قابل توجهی به دست آورد.

## حرفه کاری

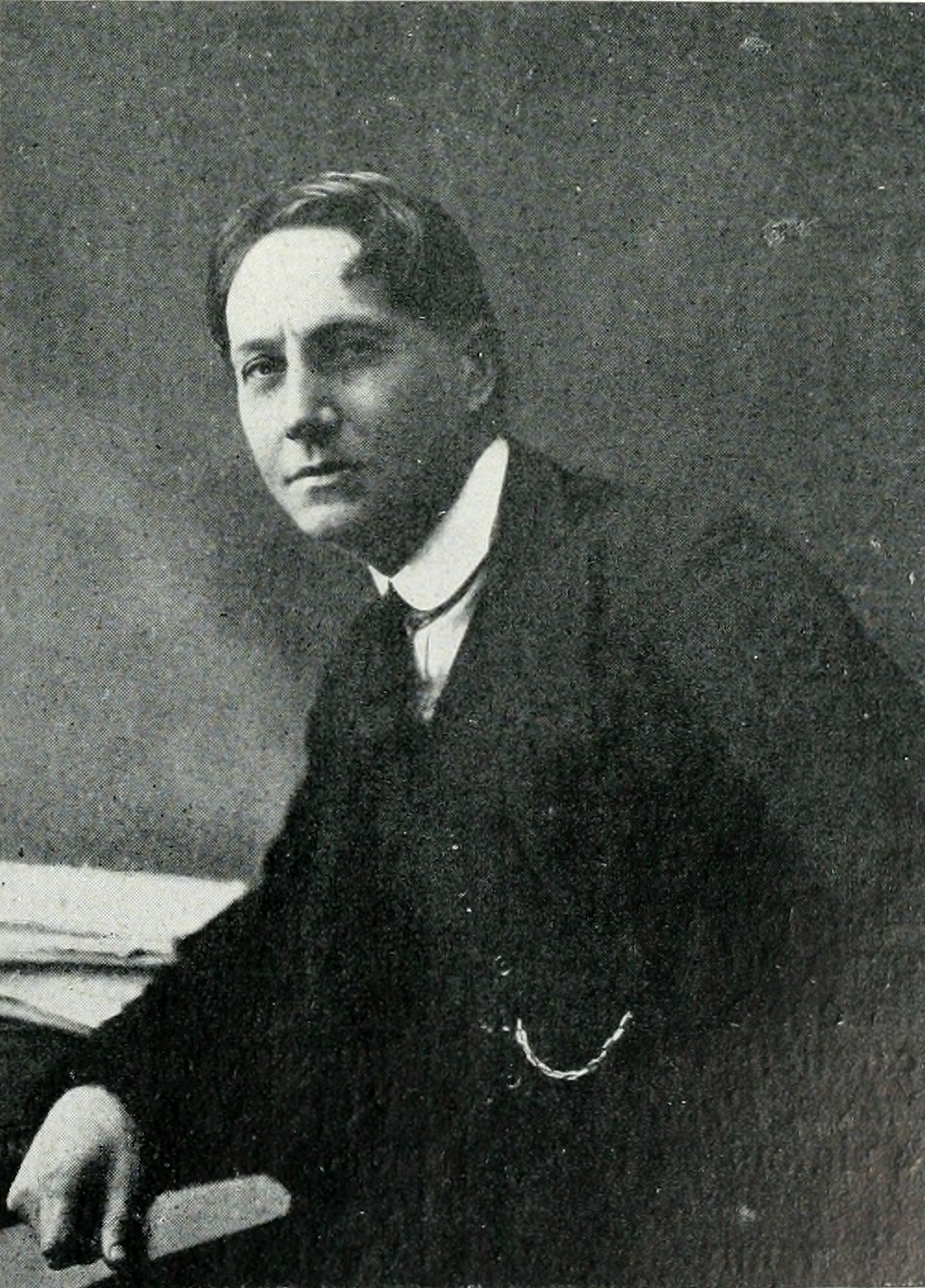
فرانکو آلفانو، در حدود ۱۹۱۹

آلفانو در پوزیلیپو، ناپل به دنیا آمد. او به‌طور خصوصی در کلاس‌های پیانو الساندرو لونگو، و هارمونی و آهنگسازی به ترتیب زیر نظر کامیلو دو ناردیس (۱۸۵۷–۱۹۵۱) و پائولو سرائو در کنسرواتوار سن پیترو ماژلا در ناپل شرکت کرد. بعداً، پس از فارغ‌التحصیلی، در سال ۱۸۹۵ مطالعات آهنگسازی بیشتری را با هانس سیت و زالومون یاداسون در لایپزیگ دنبال کرد. او در حین کار در آنجا با معبود خود، ادوارد گریگ آشنا شد و قطعات متعددی برای پیانو و ارکستر نوشت.
از سال ۱۹۱۸ مدیر کنسرواتوار بولونیا، از ۱۹۲۳ مدیر کنسرواتوار تورین و از ۱۹۴۷ تا ۱۹۵۰ مدیر کنسرواتوار روسینی در پسارو بود.
آلفانو در سانرمو درگذشت.

## اپراها
آلفانو اولین اپرای خود را به نام میراندا (هیچ‌گاه منتشر نشده) به پایان رساند. متن این اپرا را بر اساس رمانی از آنتونیو فوگازارو در سال ۱۸۹۶ نوشت.
اثر دیگر او با نام فواره انشیر (بر پایه متنی از لوئیجی ایلیکا) توسط ریکوردی رد شد اما در وروتسواو (در آن زمان برسلاو) به عنوان دی کوئل فون انشیر در ۸ نوامبر ۱۸۹۸ ارائه شد.
شهرت آلفانو به دلیل تمایل او برای ارتباط نزدیک با دولت فاشیست موسولینی، همراه با ماسکانی آسیب بسیار دیده است.

## فهرست آثار
- سونات برای ویولن سل و پیانو، ۱۹۲۵: ساموئل ماگیل (ویلنسل); اسکات دان (پیانو). ۲۰۰۹ (ضبط اولین نمایش جهانی)
- کنسرتو برای ویولن، ویولن سل و پیانو، ۱۹۳۲: المیرا دارورووا (ویولن); ساموئل ماگیل (ویلنسل)؛ پیانو اسکات در، ۲۰۰۹ (ضبط اولین نمایش جهانی[۵])
- سونات برای ویولن و پیانو، ۱۹۲۳: المیرا دارورووا (ویولن); اسکات دان (پیانو). ۲۰۱۱ (ضبط اولین نمایش جهانی)
- کوئینتت پیانو، ۱۹۴۵: المیرا دارورووا (ویولن); مری آن مام (ویولن)؛ کریگ مام (ویولا)؛ ساموئل ماگیل (ویلنسل)؛ اسکات دان (پیانو). ۲۰۱۱ (ضبط اولین نمایش جهانی)
- کوارتت زهی شماره ۱، ۱۹۱۸: المیرا دارورووا (ویولن); مری آن مام (ویولن)؛ کریگ مام (ویولا)؛ ساموئل ماگیل (ویلنسل). ۲۰۲۳ (ضبط اولین نمایش جهانی)
- کوارتت زهی شماره ۲، ۱۹۲۶: المیرا دارورووا (ویولن); مری آن مام (ویولن)؛ کریگ مام (ویولا)؛ ساموئل ماگیل (ویلنسل). ۲۰۲۳ (ضبط اولین نمایش جهانی)
- کوارتت زهی شماره ۳، ۱۹۴۹: المیرا دارورووا (ویولن); مری آن مام (ویولن)؛ کریگ مام (ویولا)؛ ساموئل ماگیل (ویلنسل). ۲۰۲۳ (ضبط اولین نمایش جهانی)

### برای مطالعهٔ بیشتر
- باغ مری - وین - روستان (۱۹۲۶) -- موسولینی و بالزاک (۱۹۲۷) -- اولین نمایش اپرای متروپولیتن (۱۹۲۸) -- داستان دو اپرا (۱۹۲۸–۱۹۲۹) -- فرانسه و یک قدیس آمریکایی (۱۹۳۰–۱۹۳۱) -- سیرانو دو برژراک (۱۹۳۲–۱۹۳۳) -- پالرمو و دون خوان د مانارا (۱۹۳۴–۱۹۴۱) -- ققنوس زمان جنگ (۱۹۴۲) -۱۹۴۷) - سالهای پایانی (۱۹۴۸–۱۹۵۴) - ضمیمه ای: طرح‌های اپرا - ضمیمه بی: اثر آلفانو.